# Barrow (månekrater)
 For alternative betydninger, se Barrow. (Se også artikler, som begynder med Barrow)
Barrow er et nedslagskrater på Månen. Det befinder sig på Månens forside, nær den nordlige rand, og det er opkaldt efter den engelske matematiker Isaac Barrow (1630 – 1677).
Navnet blev officielt tildelt af den Internationale Astronomiske Union (IAU) i 1935. 
Krateret observeredes første gang i 1635 af Johannes Hevelius.

## Omgivelser
Barrowkrateret ligger mellem Goldschmidtkrateret mod nordvest og det irregulære Metonkrater mod nordøst. Mod sydvest ligger resterne af W. Bondkrateret. 

## Karakteristika
Den ydre væg i Barrowkrateret er blevet stærkt eroderet af senere nedslag og omformet af kratere, som er trængt ind i det. Som følge heraf ligner randen nu en ring af afrundede bakker og toppe omkring den flade kraterbund. Det yngre satellitkrater "Barrow A" ligger over den sydvestlige rand. I kraterets østlige ende findes en snæver åbning i randen, som slutter sig til kraterbunden i det tilstødende Metonkrater. Randen er højest og mest udbredt mod nordvest, hvor den er er sluttet til Goldschmidtkrateret.
Barrowkraterets indre har fået ny overflade ved lavastrømme, der har efterladt en flad overflade, som er mærket af mange småkratere. Svage spor af strålemateriale fra Anaxagoraskrateret mod vest danner striber over Barrows kraterbund.

## Satellitkratere
De kratere, som kaldes satellitter, er små kratere beliggende i eller nær hovedkrateret. Deres dannelse er sædvanligvis sket uafhængigt af dette, men de får samme navn som hovedkrateret med tilføjelse af et stort bogstav. På kort over Månen er det en konvention at identificere dem ved at placere dette bogstav på den side af satellitkraterets midte, som ligger nærmest hovedkrateret. Barrowkrateret har følgende satellitkratere:
| Barrow | Længde  | Bredde  | Diameter |
| ------ | ------- | ------- | -------- |
| A      | 70,5° N | 3,8° Ø  | 28 km    |
| B      | 70,1° N | 10,5° Ø | 16 km    |
| C      | 73,1° N | 11,1° Ø | 29 km    |
| E      | 68,9° N | 3,3° Ø  | 18 km    |
| F      | 69,1° N | 1,8° Ø  | 19 km    |
| G      | 70,1° N | 0,2° Ø  | 30 km    |
| H      | 69,2° N | 6,0° Ø  | 5 km     |
| K      | 69,2° N | 11,8°Ø  | 46 km    |
| M      | 67,6° N | 9,2° Ø  | 6 km     |

## Måneatlas
- Billeder af Barrowkrateret i LPI-måneatlasset